# LOVE LETTER Tour 2009 〜ライト照らして、愛と夢と感動と…笑いと!〜at Yokohama Arena on 17th of May 2009
『LOVE LETTER Tour 2009 〜ライト照らして、愛と夢と感動と…笑いと!〜at Yokohama Arena on 17th of May 2009』は、日本のシンガーソングライター、大塚愛のライブビデオ。2009年9月23日にavex traxよりリリースされた。

## 概要
- 2009年5月17日に横浜アリーナで行われた公演の模様を収録している。
- 初回限定盤はライブハウスツアー「LOVE LETTER Tour 2009 ～チャンネル消して愛ちゃん寝る!～」高知公演のダイジェスト映像や、ライブ中に使用されたクレイアニメ映像を収録した特典ディスク付きの2枚組。
- ライブDVDボックス「大塚愛 LOVE LETTER Tour 2009 -Premium Box-」と同時リリース。

## 収録内容

### DISC 1
1. LOVE LETTER
2. 人形
3. One×Time
4. H2O
5. Strawberry Jam
6. 君フェチ
7. チケット
8. シヤチハタ
9. 雨の粒、ワルツ〜LOVE MUSiC〜
10. 360°
11. クラゲ、流れ星
12. Creamy & Spicy
13. ド☆ポジティヴ
14. LIFE-LOVE CiRCLE
15. バイバイ
16. ロケットスニーカー
17. ポケット
18. 愛

-Encore-
1. さくらんぼ
2. pretty voice
3. 向日葵
4. CHU-LIP

### DISC 2（初回盤のみ）
1. LOVE LETTER -clay animation-
2. 大塚 愛 LOVE LETTER Tour 2009 〜チャンネル消して愛ちゃん寝る!〜 at KOCHI BAY 5 SQUARE on 5th of April 2009 特典映像

## ツアー日程
| 公演数 | 開催日  | 会場         |                                          |
| 01     | 5月16日 | 横浜アリーナ |                                          |
| 02     | 5月17日 | 横浜アリーナ |                                          |
| 03     | 5月23日 | 大阪城ホール | 新型インフルエンザの影響により中止された |
| 04     | 5月24日 | 大阪城ホール | 新型インフルエンザの影響により中止された |
| 03     | 9月19日 | 大阪城ホール | 上記2公演の振替公演                      |
| 04     | 9月20日 | 大阪城ホール | 上記2公演の振替公演                      |